# Castello di Annone
Castello di Annone vagy Castello d’Annone (piemontiul: Castel d'Anon) település Olaszországban, Piemont régióban, Asti megyében. Lakosainak száma 1822 fő (2023. január 1.). Castello di Annone Asti, Cerro Tanaro, Refrancore, Rocca d’Arazzo, Rocchetta Tanaro és Quattordio községekkel határos.

## Népesség
A település lakossága az elmúlt években az alábbi módon változott:
| Lakosok száma | 1839 | 1875 | 1822 |
|               | 2017 | 2018 | 2023 |